# قرع معقوف
القرع المعقوف هو مُستَنبت من نبات القرع البلدي وهو النوع الذي يشمل أيضًا بعض اليقطين ومعظم أنواع القرع الصيفي الأُخَر. نموه كثيف ولا ينتشر مثل نباتات القرع الشتوي واليقطين. غالبًا ما يستخدم قرعًا صيفيًا ويتميز بقشرته الصفراء (التي قد تكون ناعمة أو متعرجة)  ولب أصفر حلو ونهاية معقفوفة مميزة أو عنقها المعوج. 